# Happy Together (álbum)
Happy Together es el tercer álbum de estudio de The Turtles. Fue publicado en abril de 1967 bajo la marca de White Whale Records.
Posteriormente, Sundazed Music adquirió los derechos de la discografía de The Turtles y lanzó muchos de sus álbumes anteriores, con ediciones diferentes a las originales.

## Listado de canciones
Lado A:
1. "Makin' My Mind Up" (Jack Dalton, Gary Montgomery) – 2:16
2. "A Guide for the Married Man" (John Williams, Leslie Bricusse) – 2:44
3. "Think I'll Run Away" (Howard Kaylan, Mark Volman) – 2:31
4. "The Walking Song" (Kaylan, Al Nichol) – 2:44
5. "Me About You" (Garry Bonner, Alan Gordon) – 2:32
6. "Happy Together" (Bonner, Gordon) – 2:56

Lado B:
1. "She'd Rather Be with Me" (Bonner, Gordon) – 2:21
2. "Too Young to Be One" (Eric Eisner) – 2:00
3. "Person Without a Care" (Nichol) – 2:25
4. "Like the Seasons" (Warren Zevon) – 1:56
5. "Rugs of Woods and Flowers" (Kaylan, Nichol) – 3:05

### Bonus tracks
Las siguientes canciones son pistas extra de la reedición en CD de Sundazed Music y que no se encontraban en el LP original en vinilo
1. "She's My Girl" (Bonner, Gordon) – 2:37
2. "You Know What I Mean" (Bonner, Gordon) – 2:02
3. "Is It Any Wonder" (Kaylan) – 2:32

Las siguientes canciones son pistas extra de la reedición en CD de Repertoire Records y que no se encontraban en el LP original en vinilo
1. "So Goes Love" (from Golden Hits) – 2:36
2. "Grim Reaper of Love" (Portz/Nichol) (single A-side) – 2:43
3. "Outside Chance" (Zevon) (single A-side) – 2:08
4. "We'll Meet Again" (Burnett/Griffin) (single mix B-side) – 2:08
5. "Can I Get to Know You Better" (Barri/Sloan) (single A-side) – 2:38
6. "You Know What I Mean" (Bonner/Gordon) – 1:59
7. "Happy Together" (Bonner/Gordon) (mono single mix) – 2:50
8. "She'd Rather Be with Me" (Bonner/Gordon) (mono single mix) – 2:17
9. "You Know What I Mean" (Bonner/Gordon) (mono single mix) – 1:59